# 1e eeuw
De 1e eeuw, waarmee de 1e eeuw van de christelijke jaartelling bedoeld is, is de eerste periode van 100 jaar van die jaartelling, dus de periode bestaande uit de jaren 1 tot en met 100. De 1e eeuw behoort tot het 1e millennium.

## Langjarige gebeurtenissen en ontwikkelingen

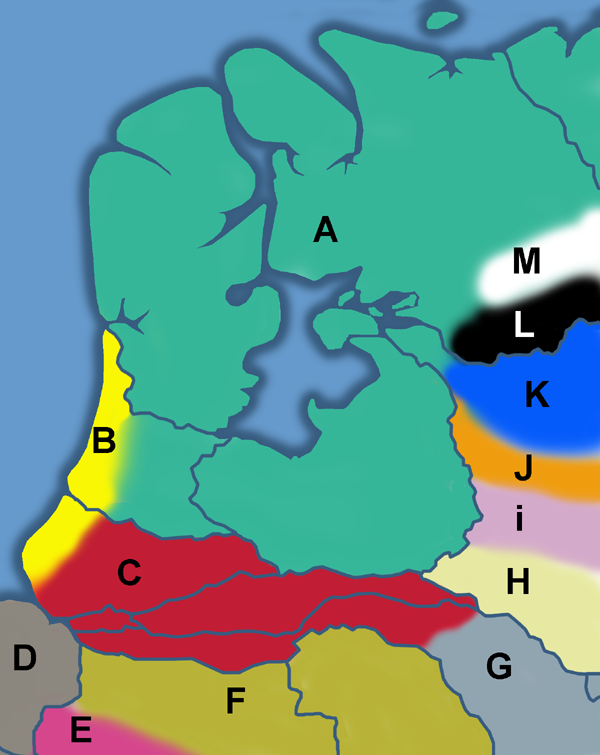
Vermoedelijke situatie in het gebied van huidig Nederland in de eerste eeuw. De exacte grenzen zijn onbekend. Vooral H tot en met M moeten niet al te letterlijk worden genomen.
A) Frisii - Grote delen van dit gebied waren onbewoonbaar. De Frisii zijn niet de latere Friezen zoals vaak wel wordt gesteld. Men vermoedt dat de huidige Friezen, een samensmelting van verschillende hoofdzakelijk West-Germaanse stammen, pas na 600 vanuit Noord-Duitsland Friesland binnentrokken.
B) Cananefaten
C) Bataven
D) Marezaten
E) Toxandriërs
F) Menapii
G) Ambivariten
H) Chamaven
I) Sugambri
J) Bructeren
K) Tubanten
L) Usipeti
M) Tencteren

### Romeinse Rijk
- Nadat Publius Quinctilius Varus in 9 n.Chr. verpletterend verslagen is door Germaanse opstandelingen wordt Germanië ontruimd en blijft de Rijn de noordelijke grens van het Romeinse Rijk.
- Keizer Claudius begint met de annexatie van Britannia.
- Vespasianus herstelt na het Vierkeizerjaar (69) de rust en zijn zoon Titus onderdrukt de Joodse Opstand en verwoest daarbij Jeruzalem en de Joodse Tempel.
- Bouw van het Colosseum, met plaats voor zo’n 50.000 toeschouwers het grootste amfitheater van de klassieke oudheid.
- Het Romeins recht kenmerkt zich door het uniform geldig en toepasbaar zijn van de wetten en een gelijke uitvoering door het gehele rijk.
- Trajanus de eerste adoptief-keizer.
- Augustus en de latere keizers organiseren vele gladiatorenspelen om het volk gunstig te stemmen: panem et circenses, brood en spelen. Sinds de tijd van Augustus mogen ook praetoren gladiatorenspelen organiseren, sinds Claudius ook quaestoren. In de provinciesteden organiseren rijke burgers gladiatorengevechten.

### Militair
- De lorica segmentata neemt de plaats in van de maliënkolder.

### Godsdienst
- In Rome bevorderen de keizers Vespasianus en Domitianus de cultus van de Egyptische godin Isis en haar man Serapis.
- Leven en sterven van Jezus van Nazareth. De kruisiging van Jezus wordt meestal gedateerd op 30. Verspreiding van het vroege christendom door de apostelen.
- Een halve eeuw later wordt Zijn leven beschreven door de evangelisten. Zo ontstaat het Nieuwe Testament, waarvan sommige brieven van Paulus de oudste delen vormen.
- Hoewel het Romeinse Keizerrijk een redelijke religieuze tolerantie heeft, wordt de keizercultus om politieke redenen wel opgelegd aan alle andersgelovigen. Een uitzondering hierop wordt gemaakt voor de Joden, die als monotheïsten geen god naast hun eigen god erkennen. De christenen, die om dezelfde reden als de Joden de keizercultus afwijzen, worden hierom vervolgd, daar zij niet onder de regeling vallen omdat niet alle christenen Joden zijn.

### Lage landen
- De Romeinen leggen een belangrijke oost-westheirbaan aan in het noordelijk deel van de provincie Gallië (Gallia Belgica). De weg loopt van de Noordzeehaven Boulogne-sur-Mer via Doornik, Valenciennes, Tongeren en Maastricht naar Keulen. Later hebben archeologen deze weg de Via Belgica genoemd. Bij Maastricht wordt een brug over de Maas gebouwd.
- De vicus van Elewijt ontstaat rondom een militair kamp.
- De Honte ontstaat als een veenriviertje; het is een aftakking van de Schelde.

### China
- De regering van Wang Mang in China.
- In het Chinees Keizerrijk wordt het roer ontwikkeld.

## Belangrijke personen van de 1e eeuw

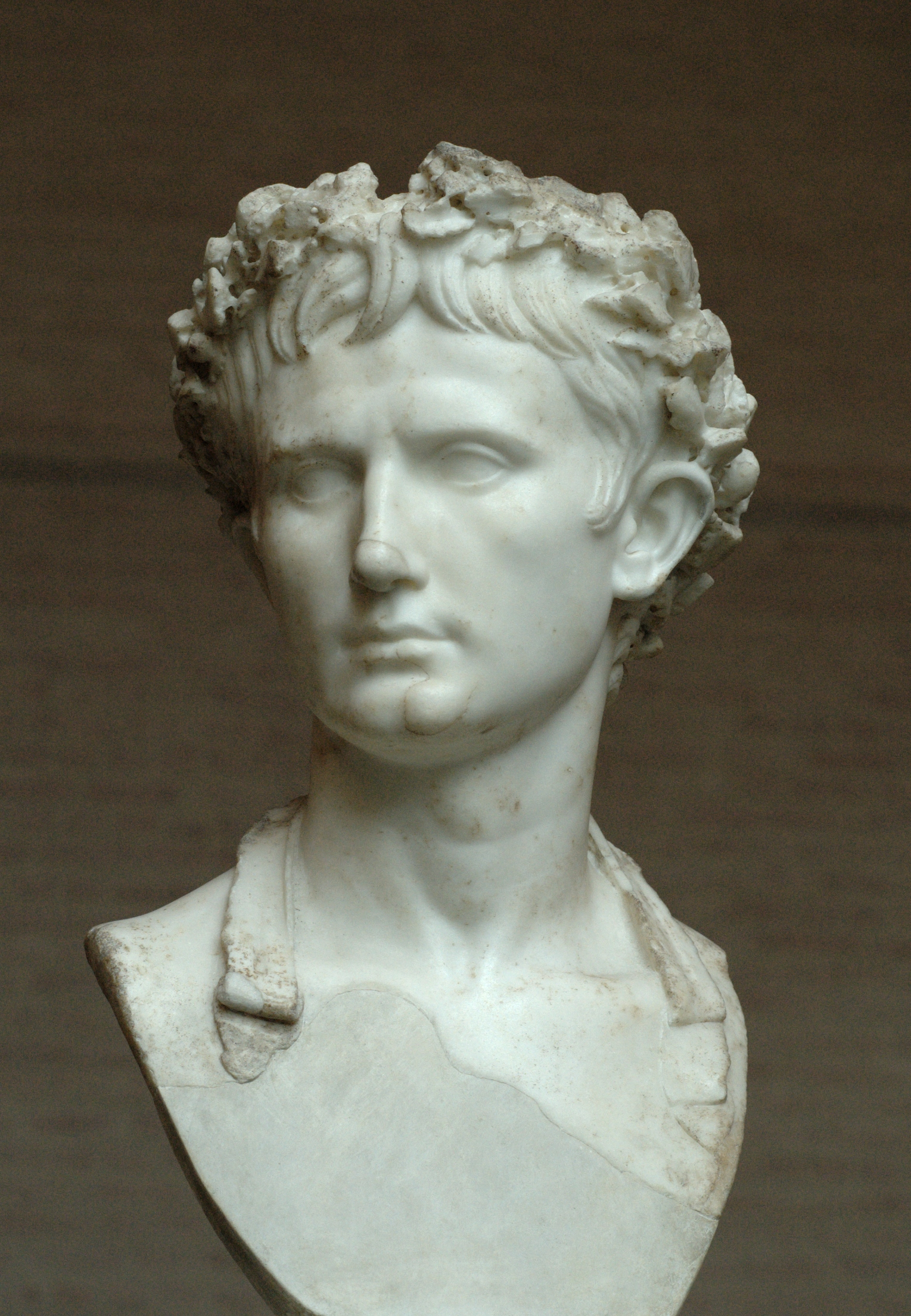
Buste van Imperator Caesar Augustus, een van de belangrijkste personen in de eerste eeuw.

- Rabbi Akiva, een groot Joods geleerde en mysticus.
- Apollonius van Tyana, Grieks neopythagoreïsch filosoof en leraar.
- Arminius, Romeins officier van Germaanse komaf en leider van een verbond van Germaanse stammen, dat erin slaagde het Romeinse Rijk een vernietigende slag toe te brengen in de Slag bij het Teutoburgerwoud, en van de Elbe naar de Rijn terug te dringen.
- Imperator Caesar Augustus, eerste princeps ("keizer") van Rome.
- Ban Chao, diplomaat en veldheer van het Chinese Keizerrijk.
- Julia Berenice, dochter van Herodes Agrippa I en Cypros.
- Boudicca, Keltische koningin van de Iceni die vooral bekend is geworden als leidster van de opstand tegen de Romeinen.
- Caligula, derde princeps van Rome.
- Claudius I, vierde princeps van Rome.
- Paus Clemens I, derde opvolger van Petrus als bisschop van Rome.
- Decebalus, koning van Dacië.
- Titus Flavius Domitianus, keizer van Rome.
- Galba, Romeins senator en generaal en de eerste princeps in het Vierkeizerjaar.
- Gan Ying, afgezant van het Chinese Keizerrijk die werd uitgezonden om contact te leggen met het Romeinse Rijk.
- Heron van Alexandrië, een Grieks wetenschapper.
- Hillel, Joods wetgeleerde.
- Ignatius van Antiochië, bisschop van Antiochië in Syrië.
- Jakobus de Mindere, een van de leiders in het vroege christendom.
- Jezus, de centrale figuur van het christendom.
- Johannes de Doper, een Joods profeet.
- Flavius Josephus, een Romano-Joodse historicus en hagiograaf van priesterlijke en koninklijke afkomst.
- Liu Xin, Chinees astronoom en archivaris.
- Livia Drusilla II, de vrouw van keizer Augustus en de machtigste vrouw onder het principaat.
- Titus Livius, Romeins historicus.
- Nero, Romeins keizer.
- Nerva, Romeins keizer.
- Otho, Romeins keizer.
- Paulus, een van de leiders in het vroege christendom.
- Petrus, apostel en een van de leiders in het vroege christendom - in de Rooms-Katholieke Kerk beschouwd als eerste paus.
- Philo van Alexandrië, gehelleniseerd Joods filosoof.
- Plinius de Oudere, Romeins militair, letterkundige en amateur-wetenschapper.
- Polycarpus, bisschop van Smyrna.
- Pontius Pilatus, 5e praefectus van Judea.
- Lucius Aelius Seianus, prefect van de pretoriaanse garde onder keizer Tiberius.
- Lucius Annaeus Seneca, Romeins schrijver en filosoof.
- Strabo (historicus), Grieks historicus, geograaf en filosoof.
- Publius Cornelius Tacitus, Romeins consul, historicus, schrijver en redenaar.
- Tomas, een van de twaalf apostelen van Jezus.
- Tiberius Julius Caesar Augustus, tweede keizer van Rome.
- Titus Flavius Caesar Vespasianus Augustus, keizer van Rome.
- Trajanus, keizer van Rome.
- Vespasianus, keizer van Rome.
- Vitellius, keizer van Rome.
- Vitruvius, Romeins militair, architect en ingenieur.
- Wang Mang, keizer van China.

<< · 1-9 · 10-19 · 20-29 · 30-39 · 40-49 · 50-59 · 60-69 · 70-79 · 80-89 · 90-99 · >>
<< · 1e · 2e · 3e · 4e · 5e · 6e · 7e · 8e · 9e · 10e · >>